# Rhacochelifer henschii
Rhacochelifer henschii är en spindeldjursart som först beskrevs av Daday 1889.  Rhacochelifer henschii ingår i släktet Rhacochelifer och familjen tvåögonklokrypare. Inga underarter finns listade i Catalogue of Life.